# Rasa del Coll d'Espina

La Rasa del Coll d'Espina, respecte del terme d'Abella de la Conca

La rasa del Coll d'Espina és una rasa del terme d'Abella de la Conca, al Pallars Jussà.
Es forma a ponent del puig d'Estadella i a llevant del de la Corona, a 1.457 m. alt. Davalla cap al nord, amb girs freqüents cap a llevant, travessant la partida de Rocablanca, passa a prop i a llevant del Coll d'Espina i al nord del poble de la Rua. Finalment, s'aboca en el Rialb a l'extrem sud-oriental de la Solana del Mig.

## Etimologia
Es tracta d'un topònim descriptiu: és la rasa que davalla des del Coll d'Espina, que li dona nom.